# Уральское сельское поселение (Пермский край)
Уральское се́льское поселе́ние —  бывшее муниципальное образование в Чайковском муниципальном районе Пермского края Российской Федерации.
Административный центр — село Уральское.

## История
Статус и границы сельского поселения установлены Законом Пермской области от 9 декабря 2004 года № 1890-413 «Об утверждении границ и о наделении статусом муниципальных образований административной территории города Чайковского Пермского края»
Упразднено в 2018 году вместе с другими поселениями муниципального района путём их объединения в Чайковский городской округ.

## Население
| 2010 | 2012 | 2013 | 2014 | 2015 | 2016 | 2017 |
| ---- | ---- | ---- | ---- | ---- | ---- | ---- |
| 975  | ↗989 | ↘972 | ↗980 | ↘972 | ↘952 | ↘916 |
| 2018 |      |      |      |      |      |      |
| ↗922 |      |      |      |      |      |      |

## Состав сельского поселения
| № | Населённый пункт | Тип населённого пункта       | Население |
| - | ---------------- | ---------------------------- | --------- |
| 1 | Белая Гора       | деревня                      | 8         |
| 2 | Злодарь          | деревня                      | 85        |
| 3 | Уральское        | село, административный центр | 882       |